# Gerrard Street (Toronto)
Pour les articles homonymes, voir Gerrard Street.

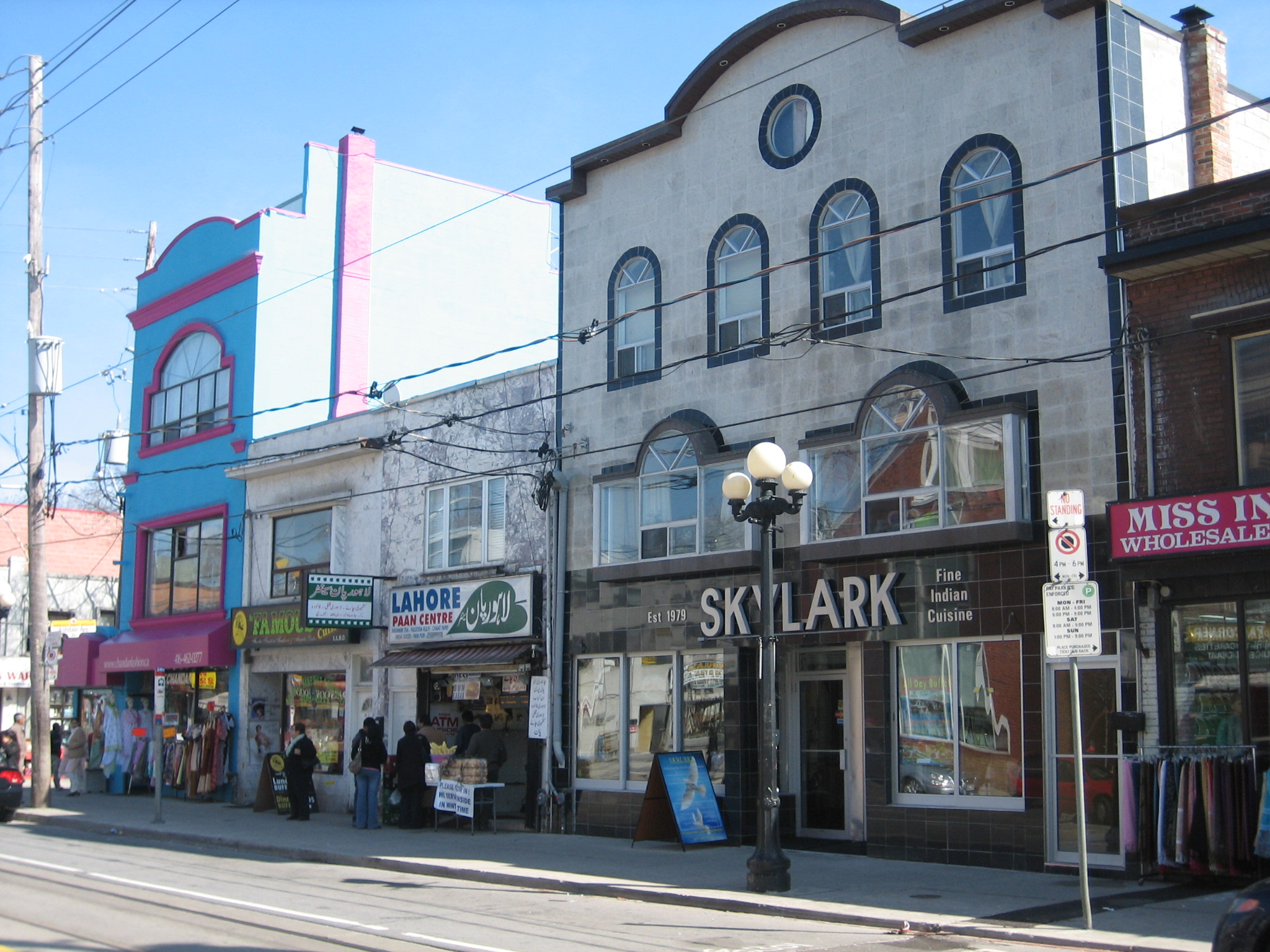
Gerrard Street dans le quartier de Little India

Gerrard Street est une rue de la ville de Toronto, en Ontario, au Canada. Orientée d'Est en Ouest, elle est divisée en deux parties disjointes, l'une à l'Ouest joignant University Avenue à Coxwell Avenue sur 6 kilomètres, et l'autre, 300 mètres plus au nord, joignant Coxwell Avenue à Clonmore Avenue sur 4 km. Près Coxwell, la partie nord de la rue est souvent dénommée Upper Gerrard, tandis que la partie sud est nommée Lower Gerrard.
À proximité de University Avenue, la rue comporte un certain nombre d'établissements hospitaliers tels que le Toronto General Hospital, le Mount Sinai Hospital, le Princess Margaret Hospital, le Toronto Rehab, et le Hospital for Sick Children. Près de Broadview Avenue est le Bridgepoint Hospital.